# Kyselina 1,3-bisfosfoglycerová
Kyselina 1,3-bisfosfoglycerová (také nazývaná, především jako anion, 1,3-bisfosfoglycerát, zkráceně 1,3-BPG) je tříuhlíkatá karboxylová kyselina. Jedná se o meziprodukt metabolismu, jak glykolýzy, tak i Calvinova cyklu v rámci fotosyntézy. Tato sloučenina je přechodem mezi kyselinou 3-fosfoglycerovou a glyceraldehyd-3-fosfátem při fixaci oxidu uhličitého. Také jde o prekurzor kyseliny 2,3-bisfosfoglycerové, která je dalším meziproduktem glykolýzy.

## Struktura a význam
Anion kyseliny 1,3-bisfosfoglycerové se nazývá 1,3-bisfosfoglycerát. Jeho fosforylace na uhlících 1 a 3 mu dodává významné biologické vlastnosti, například schopnost fosforylovat adenosindifosfát (ADP) na adenosintrifosfát (ATP), sloužící jako zásobárna energie.

### V glykolýze
| D-glyceraldehyd-3-fosfát | glyceraldehydfosfátdehydrogenáza | glyceraldehydfosfátdehydrogenáza | 1,3-bispfosfo-D-glycerát | 3-fosfoglycerátkináza | 3-fosfoglycerátkináza | 3-fosfo-D-glycerát |
|                          |                                  |                                  |                          |                       |                       |                    |
| NAD+ Pi                  | NADH + H+                        | ADP                              | ATP                      |                       |                       |                    |
|                          |                                  |                                  |                          |                       |                       |                    |
| NAD+ Pi                  | NADH + H+                        | ADP                              | ATP                      |                       |                       |                    |
|                          |                                  |                                  |                          |                       |                       |                    |
|                          | glyceraldehydfosfátdehydrogenáza | glyceraldehydfosfátdehydrogenáza |                          | 3-fosfoglycerátkináza | 3-fosfoglycerátkináza |                    |

1,3-bisfosfoglycerát je, jak bylo uvedeno výše, meziproduktem glykolýzy, kde vzniká oxidací aldehydové skupiny glyceraldehyd-3-fosfátu. Při této oxidaci se přemění aldehydová skupina na karboxylovou, na níž poté vzniká acylfosfátová vazba. Katalyzátorem je enzym nazývaný glyceraldehyd-3-fosfátdehydrogenáza.
Acylfosfátová vazba je důležitá pro buněčné dýchání, kde umožňuje tvorbu adenosintrifosfátu (ATP). ATP vytvořený následující reakcí je první molekulou vytvořenou v průběhu buněčného dýchání:
1,3-bisfosfoglycerát + ADP ⇌ 3-fosfoglycerát + ATP
Přesun anorganického fosfátu z karboxylové skupiny 1,3-bisfosfoglycerátu na adenosindifosfát (ADP) za vzniku adenosintrifosfátu je vratný, protože hodnota ΔG je nízká. Reakce není samovolná a vyžaduje tak přítomnost katalyzátoru, kterým bývá enzym fosfoglycerátkináza. V průběhu reakce tento enzym pod vlivem substrátu mění konformaci, obdobně jako příbuzný enzym hexokináza.
Protože se z jedné molekuly glukózy vytvoří dvě molekuly glyceraldehyd-3-fosfátu, tak se kyselina 1,3-bisfosfoglycerová podílí na deseti molekulách ATP získaných v glykolýze celkem dvěma molekulami. Glykolýza také na začátku spotřebovává dvě molekuly ATP a je tak nevratná. Samotnou glykolýzou celkově vznikají 2 molekuly ATP a 2 molekuly NADH, ze kterých každá vytvoří 3 molekuly ATP.

### V Calvinově cyklu
V Calvinově cyklu má 1,3-BPG podobnou úlohu jako v glykolýze, směr procesu je však opačný. Jediným významným rozdílem je to, že zde slouží jako donor elektronů NADPH, zatímco v glykolýze se používá NAD+ jako jejich akceptor. 1,3-BPG zde vzniká z 3-fosfoglycerátu a přeměňuje se na glyceraldehyd 3-fosfát.
Na rozdíl od obdobných glykolytických reakcí 1,3BPG v Calviově cyklu nevytváří ATP, ale spotřebovává jej, proto je proces nevratný. Jeho výsledkem je odštěpení anorganického fosfátu z 1,3-BPG, na který se navazují dva elektrony a vodíkový kation.
Fosfoglycerátkináza v tomto případě katalyzuje redukci karboxylové skupiny 1,3-BPG na aldehyd. při níž se také uvolňuje anorganický fosfát, následně použitý jako zdroj energie pro dodání elektronů získaných přeměnou NADPH na NADP+. Tuto přeměnu zprostředkovává glyceraldehydfosfátdehydrogenáza.

### Při přenosu kyslíku
V běžném lidském metabolismu se okolo 20 % vzniklého 1,3-BPG nezapojuje dále do glykolýzy a místo toho redukuje ATP v červených krvinkách. Přeměňuje se přitom na kyselinu 2,3-bisfosfoglycerovou (2,3-BPG). 2,3-BPG zajišťuje účinný přenos kyslíku z hemoglobinu. Koncentrace této 1,3-BPG bývají vyšší v krvi pacientů s nízkou úrovní kyslíku; tento proces je jedním z mechanizmů aklimatizace. Nízký obsah kyslíku způsobuje zvýšení koncentrace 1,3-BPG a tím i 2,3-BPG, což mná vliv na účinnost oddělování kyslíku od hemoglobinu.